# Dzhamshid Kenzháyev
Dzhamshid Kenzháyev (15 de septiembre de 1993 - 9 de agosto de 2018) fue un artista marcial mixto uzbeko.
Falleció el 9 de agosto de 2018 cuando era trasladado al hospital tras recibir una paliza en la que es golpeado y acuchillado en repetidas ocasiones por parte de un numeroso grupo de guardias de seguridad en un bar de Taskent.